# Fernande De Raeve
Fernande Marie Albertine Everaert-De Raeve (Ledeberg, 3 december 1906 - Sint-Amandsberg, 6 december 2017) was als 110- en 111-jarige sinds het overlijden van de 112-jarige Alicia Corveleyn op 31 januari 2017, de oudste levende persoon in België.

## Biografie
De Raeve werd in 1906 geboren in Ledeberg, maar groeide op in Oostakker. De Raeve was huisvrouw en voedde samen met haar man twee kinderen op. Toen zij in 2017 de oudste Belg werd, had haar enige kleindochter zelf reeds twee kleinkinderen. De Raeve overleed op 6 december 2017, drie dagen na haar 111e verjaardag.